# ويل أكتون
ويل أكتون (بالإنجليزية: Will Acton)‏ هو لاعب هوكي الجليد كندي وأمريكي، ولد في 16 يوليو 1987 في إدينا في الولايات المتحدة.

## وصلات خارجية
- ويل أكتون على موقع دوري الهوكي الوطني (الإنجليزية)
- ويل أكتون على موقع EliteProspects.com (الإنجليزية)
- ويل أكتون على موقع Eurohockey.com (الإنجليزية)
- ويل أكتون على موقع HockeyDB.com (الإنجليزية)
- ويل أكتون على موقع Hockey-Reference.com (الإنجليزية)